# Eleições legislativas portuguesas de 1979 no distrito de Viana do Castelo
| Eleições legislativas portuguesas de 1979 Distritos: Aveiro \| Beja \| Braga \| Bragança \| Castelo Branco \| Coimbra \| Évora \| Faro \| Guarda \| Leiria \| Lisboa \| Portalegre \| Porto \| Santarém \| Setúbal \| Viana do Castelo \| Vila Real \| Viseu \| Açores \| Madeira \| Estrangeiro |

## Resultados por Concelho
Os resultados nos concelhos do Distrito de Viana do Castelo foram os seguintes:

### Arcos de Valdevez
| Partido                 | Partido                           | Votos  | %               | +/-  |
| ----------------------- | --------------------------------- | ------ | --------------- | ---- |
|                         | Aliança Democrática               | 9 308  | 57,05 / 100,00  | 4,81 |
|                         | Partido Socialista                | 3 827  | 23,46 / 100,00  | 1,12 |
|                         | Aliança Povo Unido                | 642    | 3,93 / 100,00   | 0,68 |
|                         | Partido da Democracia Cristã      | 291    | 1,78 / 100,00   | 1,19 |
|                         | PCTP/MRPP                         | 269    | 1,65 / 100,00   | 1,41 |
|                         | UEDS                              | 253    | 1,55 / 100,00   | Novo |
|                         | OCMLP                             | 196    | 1,20 / 100,00   | -    |
|                         | Partido Socialista Revolucionário | 187    | 1,15 / 100,00   | 0,29 |
|                         | Outros                            | 123    | 0,75 / 100,00   |      |
| Votos Inválidos         | Votos Inválidos                   | 1 220  | 7,47 / 100,00   | 1,27 |
| Total                   | Total                             | 16 316 | 100,00 / 100,00 |      |
| Eleitorado/Participação | Eleitorado/Participação           | 20 745 | 78,65 / 100,00  | 9,63 |

### Caminha
| Partido                 | Partido                      | Votos  | %               | +/-  |
| ----------------------- | ---------------------------- | ------ | --------------- | ---- |
|                         | Aliança Democrática          | 3 934  | 40,38 / 100,00  | 1,63 |
|                         | Partido Socialista           | 3 709  | 38,07 / 100,00  | 2,81 |
|                         | Aliança Povo Unido           | 1 077  | 11,05 / 100,00  | 3,18 |
|                         | União Democrática Popular    | 150    | 1,54 / 100,00   | 0,09 |
|                         | Partido da Democracia Cristã | 138    | 1,42 / 100,00   | 0,56 |
|                         | PCTP/MRPP                    | 125    | 1,28 / 100,00   | 0,61 |
|                         | Outros                       | 196    | 2,02 / 100,00   |      |
| Votos Inválidos         | Votos Inválidos              | 414    | 4,25 / 100,00   | 2,43 |
| Total                   | Total                        | 9 743  | 100,00 / 100,00 |      |
| Eleitorado/Participação | Eleitorado/Participação      | 11 323 | 86,05 / 100,00  | 3,14 |

### Melgaço
| Partido                 | Partido                           | Votos | %               | +/-  |
| ----------------------- | --------------------------------- | ----- | --------------- | ---- |
|                         | Aliança Democrática               | 3 816 | 51,38 / 100,00  | 0,66 |
|                         | Partido Socialista                | 2 545 | 34,27 / 100,00  | 2,06 |
|                         | Aliança Povo Unido                | 242   | 3,26 / 100,00   | 0,40 |
|                         | PCTP/MRPP                         | 113   | 1,52 / 100,00   | 1,34 |
|                         | Partido da Democracia Cristã      | 101   | 1,36 / 100,00   | 0,25 |
|                         | Partido Socialista Revolucionário | 83    | 1,12 / 100,00   | 0,65 |
|                         | Outros                            | 178   | 2,39 / 100,00   |      |
| Votos Inválidos         | Votos Inválidos                   | 349   | 4,70 / 100,00   | 3,14 |
| Total                   | Total                             | 7 427 | 100,00 / 100,00 |      |
| Eleitorado/Participação | Eleitorado/Participação           | 9 828 | 75,57 / 100,00  | 3,53 |

### Monção
| Partido                 | Partido                      | Votos  | %               | +/-  |
| ----------------------- | ---------------------------- | ------ | --------------- | ---- |
|                         | Aliança Democrática          | 7 955  | 58,84 / 100,00  | 0,76 |
|                         | Partido Socialista           | 3 491  | 25,82 / 100,00  | 0,44 |
|                         | Aliança Povo Unido           | 549    | 4,06 / 100,00   | 1,60 |
|                         | Partido da Democracia Cristã | 243    | 1,80 / 100,00   | 0,27 |
|                         | PCTP/MRPP                    | 138    | 1,02 / 100,00   | 0,85 |
|                         | Outros                       | 449    | 3,31 / 100,00   |      |
| Votos Inválidos         | Votos Inválidos              | 695    | 5,14 / 100,00   | 1,48 |
| Total                   | Total                        | 13 520 | 100,00 / 100,00 |      |
| Eleitorado/Participação | Eleitorado/Participação      | 17 045 | 79,32 / 100,00  | 5,91 |

### Paredes de Coura
| Partido                 | Partido                           | Votos | %               | +/-   |
| ----------------------- | --------------------------------- | ----- | --------------- | ----- |
|                         | Aliança Democrática               | 2 594 | 42,41 / 100,00  | 15,44 |
|                         | Partido Socialista                | 2 235 | 36,54 / 100,00  | 9,59  |
|                         | Aliança Povo Unido                | 325   | 5,31 / 100,00   | 2,75  |
|                         | Partido da Democracia Cristã      | 131   | 2,14 / 100,00   | 1,14  |
|                         | PCTP/MRPP                         | 96    | 1,57 / 100,00   | 0,74  |
|                         | UEDS                              | 73    | 1,19 / 100,00   | Novo  |
|                         | Partido Socialista Revolucionário | 70    | 1,14 / 100,00   | 0,68  |
|                         | OCMLP                             | 63    | 1,03 / 100,00   | -     |
|                         | Outros                            | 50    | 0,82 / 100,00   |       |
| Votos Inválidos         | Votos Inválidos                   | 480   | 7,84 / 100,00   | 1,35  |
| Total                   | Total                             | 6 117 | 100,00 / 100,00 |       |
| Eleitorado/Participação | Eleitorado/Participação           | 7 973 | 76,72 / 100,00  | 10,08 |

### Ponte da Barca
| Partido                 | Partido                      | Votos | %               | +/-  |
| ----------------------- | ---------------------------- | ----- | --------------- | ---- |
|                         | Aliança Democrática          | 4 711 | 59,88 / 100,00  | 8,40 |
|                         | Partido Socialista           | 2 050 | 26,05 / 100,00  | 3,55 |
|                         | Aliança Povo Unido           | 250   | 3,18 / 100,00   | 1,57 |
|                         | Partido da Democracia Cristã | 92    | 1,17 / 100,00   | 0,48 |
|                         | Outros                       | 344   | 4,38 / 100,00   |      |
| Votos Inválidos         | Votos Inválidos              | 421   | 5,35 / 100,00   | 1,19 |
| Total                   | Total                        | 7 868 | 100,00 / 100,00 |      |
| Eleitorado/Participação | Eleitorado/Participação      | 9 322 | 84,40 / 100,00  | 5,04 |

### Ponte de Lima
| Partido                 | Partido                      | Votos  | %               | +/-  |
| ----------------------- | ---------------------------- | ------ | --------------- | ---- |
|                         | Aliança Democrática          | 17 385 | 70,78 / 100,00  | 3,87 |
|                         | Partido Socialista           | 3 583  | 14,59 / 100,00  | 1,90 |
|                         | Aliança Povo Unido           | 1 411  | 5,74 / 100,00   | 2,15 |
|                         | Partido da Democracia Cristã | 438    | 1,78 / 100,00   | 1,01 |
|                         | PCTP/MRPP                    | 297    | 1,21 / 100,00   | 1,07 |
|                         | OCMLP                        | 245    | 1,00 / 100,00   | -    |
|                         | Outros                       | 448    | 1,82 / 100,00   |      |
| Votos Inválidos         | Votos Inválidos              | 756    | 3,08 / 100,00   | 2,75 |
| Total                   | Total                        | 24 563 | 100,00 / 100,00 |      |
| Eleitorado/Participação | Eleitorado/Participação      | 27 355 | 89,79 / 100,00  | 4,64 |

### Valença
| Partido                 | Partido                      | Votos  | %               | +/-  |
| ----------------------- | ---------------------------- | ------ | --------------- | ---- |
|                         | Aliança Democrática          | 4 520  | 55,36 / 100,00  | 0,66 |
|                         | Partido Socialista           | 2 468  | 30,23 / 100,00  | 2,29 |
|                         | Aliança Povo Unido           | 368    | 4,51 / 100,00   | 1,62 |
|                         | Partido da Democracia Cristã | 138    | 1,69 / 100,00   | 1,12 |
|                         | PCTP/MRPP                    | 91     | 1,11 / 100,00   | 0,98 |
|                         | UEDS                         | 82     | 1,00 / 100,00   | Novo |
|                         | Outros                       | 193    | 2,37 / 100,00   |      |
| Votos Inválidos         | Votos Inválidos              | 305    | 3,74 / 100,00   | 2,71 |
| Total                   | Total                        | 8 165  | 100,00 / 100,00 |      |
| Eleitorado/Participação | Eleitorado/Participação      | 10 082 | 80,99 / 100,00  | 2,19 |

### Viana do Castelo
| Partido                 | Partido                      | Votos  | %               | +/-  |
| ----------------------- | ---------------------------- | ------ | --------------- | ---- |
|                         | Aliança Democrática          | 22 480 | 48,31 / 100,00  | 0,25 |
|                         | Partido Socialista           | 10 560 | 22,69 / 100,00  | 5,12 |
|                         | Aliança Povo Unido           | 9 030  | 19,41 / 100,00  | 6,30 |
|                         | Partido da Democracia Cristã | 800    | 1,72 / 100,00   | 0,90 |
|                         | União Democrática Popular    | 533    | 1,15 / 100,00   | 0,36 |
|                         | PCTP/MRPP                    | 464    | 1,00 / 100,00   | 0,67 |
|                         | Outros                       | 1 012  | 2,17 / 100,00   |      |
| Votos Inválidos         | Votos Inválidos              | 1 652  | 3,55 / 100,00   | 1,38 |
| Total                   | Total                        | 46 531 | 100,00 / 100,00 |      |
| Eleitorado/Participação | Eleitorado/Participação      | 52 716 | 88,27 / 100,00  | 4,15 |

### Vila Nova de Cerveira
| Partido                 | Partido                      | Votos | %               | +/-  |
| ----------------------- | ---------------------------- | ----- | --------------- | ---- |
|                         | Aliança Democrática          | 2 918 | 53,66 / 100,00  | 0,38 |
|                         | Partido Socialista           | 1 588 | 29,20 / 100,00  | 0,55 |
|                         | Aliança Povo Unido           | 333   | 6,12 / 100,00   | 0,79 |
|                         | Partido da Democracia Cristã | 98    | 1,80 / 100,00   | 0,84 |
|                         | PCTP/MRPP                    | 59    | 1,08 / 100,00   | 0,83 |
|                         | Outros                       | 163   | 2,99 / 100,00   |      |
| Votos Inválidos         | Votos Inválidos              | 279   | 5,13 / 100,00   | 0,65 |
| Total                   | Total                        | 5 438 | 100,00 / 100,00 |      |
| Eleitorado/Participação | Eleitorado/Participação      | 6 384 | 85,18 / 100,00  | 8,07 |